# Austroloxops
Austroloxops is een geslacht van wantsen uit de familie van de Miridae (Blindwantsen). Het geslacht werd voor het eerst wetenschappelijk beschreven door Chin & Cassis in 2018.

## Soorten
Het genus is monotypisch en bevat alleen de volgende soort:

- Austroloxops juriensis Chin & Cassis, 2018